# Leclercera
Leclercera es un género de arañas araneomorfas de la familia Psilodercidae. Se encuentra en Asia.

## Especies
Según The World Spider Catalog 14.5:
- Leclercera aniensis Chang & Li, 2020
- Leclercera banensis Chang & Li, 2020
- Leclercera duandai Chang & Li, 2020
- Leclercera duibaensis Chang & Li, 2020
- Leclercera dumuzhou Chang & Li, 2020
- Leclercera ekteenensis Chang & Li, 2020
- Leclercera hponensis Chang & Li, 2020
- Leclercera jianzuiyu Chang & Li, 2020
- Leclercera jiazhongensis Chang & Li, 2020
- Leclercera khaoyai Deeleman-Reinhold, 1995
- Leclercera lizi Chang & Li, 2020
- Leclercera longiventris Deeleman-Reinhold, 1995
- Leclercera machadoi (Brignoli, 1973)
- Leclercera maochong Chang & Li, 2020
- Leclercera mianqiu Chang & Li, 2020
- Leclercera mulcata (Brignoli, 1973)
- Leclercera nagarjunensis F. Y. Li & S. Q. Li, 2018
- Leclercera negros Deeleman-Reinhold, 1995
- Leclercera niuqu F. Y. Li & S. Q. Li, 2018
- Leclercera ocellata Deeleman-Reinhold, 1995
- Leclercera paiensis Chang & Li, 2020
- Leclercera pulongensis Chang & Li, 2020
- Leclercera renqinensis Chang & Li, 2020
- Leclercera sanjiao Chang & Li, 2020
- Leclercera selasihensis Chang & Li, 2020
- Leclercera shanzi Chang & Li, 2020 — China
- Leclercera shergylaensis Chang & Li, 2020
- Leclercera sidai F. Y. Li & S. Q. Li, 2018
- Leclercera spinata Deeleman-Reinhold, 1995
- Leclercera suwanensis Chang & Li, 2020
- Leclercera thamkaewensis Chang & Li, 2020
- Leclercera thamsangensis Chang & Li, 2020
- Leclercera tudao Chang & Li, 2020
- Leclercera undulata Wang & Li, 2013
- Leclercera xiangbabang Chang & Li, 2020
- Leclercera xiaodai Chang & Li, 2020
- Leclercera yamaensis Chang & Li, 2020
- Leclercera yandou Chang & Li, 2020
- Leclercera yanjing Chang & Li, 2020
- Leclercera yuanzhui Chang & Li, 2020
- Leclercera zanggaensis Chang & Li, 2020
- Leclercera zhamensis Chang & Li, 2020
- Leclercera zhaoi F. Y. Li & S. Q. Li, 2018